# Kirill Sergejewitsch Michailow
Kirill Sergejewitsch „Boombl4“ Michailow (russisch Кирилл Сергеевич Михайлов; * 20. Dezember 1998) ist ein russischer E-Sportler in der Disziplin Counter-Strike: Global Offensive.

## Karriere
Michailow begann seine Karriere im Februar 2017 beim Team Elements Pro Gaming, welches er im Juni bereits wieder verließ. Im September wechselte er zum Clan Quantum Bellator Fire. Mit seinem neuen Team spielte er im Januar 2018 mit dem Eleague Major: Boston 2018 sein erstes großes internationales Turnier, welches zugleich auch sein erstes Major-Turnier war. Er beendete es nach einer 2:0-Niederlage gegen Natus Vincere auf dem 5.–8. Platz.
Nachdem er das Team im Mai 2018 verlassen hatte, schloss er sich im Juni 2018 Winstrike an. Im September spielte er sein zweites Major Turnier, das Faceit Major: London 2018. Nach einer Niederlage gegen Cloud9 erreicht er den 15.–16. Gesamtrang. Im Intel Extreme Masters XIII - Katowice Major 2019 schied er erneut gegen Cloud9 aus, wobei er diesmal den 17.–19. Platz erzielte.
Im Juli 2019 wechselte Michailow zu der ukrainischen Organisation Natus Vincere. In seinem ersten Turnier erzielte er direkt einen Halbfinaleinzug bei der ESL One: Cologne 2019. Im StarLadder Berlin Major 2019 schied er nach einer Niederlage gegen NRG im Viertelfinale aus. Am Ende des Jahres erzielte er einen dritten Platz bei der Blast Pro Series: Copenhagen 2019 und jeweils 3.–4. Platz bei der DreamHack Masters Malmö 2019 und der ESL Pro League Season 10.
2020 gewann er mit der Intel Extreme Masters XIV - World Championship sein erstes großes internationales Event mit einem 3:0-Sieg gegen G2 Esports. In diesem Jahr erzielte er zudem einen Sieg bei der WePlay! Clutch Island und einen zweiten Platz bei der ICE Challenge 2020, der ESL Pro League Season 12: Europe und der Intel Extreme Masters XV - Beijing Online: Europe. Überdies erzielte er gute Ergebnisse bei der ESL Pro League Season 11: Europe, der DreamHack Masters Spring 2020: Europe, den Blast Premier: Spring 2020 European Finals, der Blast Premier: Fall 2020 und der Intel Extreme Masters XV - Global Challenge.
2021 siegte Michailow bei dem Blast Premier: Global Final 2020, der DreamHack Masters Spring 2021, dem StarLadder CIS RMR 2021, der Intel Extreme Masters XVI - Cologne, der ESL Pro League Season 14, dem Blast Premier: Fall Finals 2021 und dem Blast Premier: World Final 2021. Außerdem erzielte er den zweiten Platz bei dem Blast Premier: Spring Finals 2021 und der Intel Extreme Masters XVI - Fall: CIS. Neben diesen Erfolgen konnte er mit einem 2:0-Sieg gegen G2 Esports beim PGL Major Stockholm 2021 sein erstes Major-Turnier gewinnen. Durch diese Erfolge gewann er überdies die dritte Ausgabe des Intel Grand Slams. Aufgrund dieser Erfolge wurde er zusammen mit seinem Team von HLTV als das beste Team des Jahres ausgezeichnet.
Im folgenden Jahr erzielte er bei der Intel Extreme Masters XVI - Katowice den 3.–4. Platz. Im PGL Major Antwerp 2022 erreichte er nach einer Niederlage gegen den Faze Clan den zweiten Platz. Im Mai wurde er von Natus Vincere auf die Bank gesetzt.
Er gehört mit einem gewonnenen Preisgeld von über 1.000.000 US-$ nach Preisgeld zu den zehn erfolgreichsten E-Sportler Russlands. Im Juni 2022 wurde er von seinem Clan Natus Vincere entlassen. Hintergrund ist ein Skandal im Zuge der Scheidung von seiner Ehefrau.
Michailow trat am 15. Februar 2023, nach einer neunmonatigen Pause, dem E-Sports Team 1Win bei. Am 2. November 2023 wechselte er zu Cloud9.